# Timed text
Timed text又稱定時文本，是讓文字和其他媒體（例如音訊或視訊）同步的一種呈現方式。

## 應用
Timed text常用在許多場合下的即時字幕，例如網路上的外語電影、為沒有耳機、喇叭的人或聽障人士提供的隱藏字幕、卡拉OK、讀稿機等。